# Colletes anchusae
Colletes anchusae is een vliesvleugelig insect uit de familie Colletidae. De wetenschappelijke naam van de soort is voor het eerst geldig gepubliceerd in 1924 door Noskiewicz.